# Настоятель
Настоя́тель (др.-рус. настоꙗтєль ← греч. ἐφεστώς от греч. ἐπί (ἐφ) — «на» + греч. στάσις — «расстановка, устанавливание») в Православной церкви — старший клирик прихода или монастыря.
В женских монастырях — настоя́тельница. Настоятель, настоятельница монастыря — Игу́мен м. Игу́менья ж. Также были протоиереи-настоятели кладбища.

## История
В современной Русской православной церкви (РПЦ) настоятель храма имеет сан протоиерея (если он является лицом белого духовенства) или иерея. Согласно пп. 18 и 19 Главы XI Устава РПЦ (от 2000 года), «во главе каждого прихода стоит настоятель храма, назначаемый епархиальным архиереем для духовного руководства верующими и управления причтом и приходом. В своей деятельности настоятель подотчётен епархиальному архиерею. Настоятель призван нести ответственность за исправное, согласное с Церковным Уставом совершение богослужений, за церковную проповедь, религиозно-нравственное состояние и соответствующее воспитание членов прихода. Он должен добросовестно выполнять все богослужебные, пастырские и административные обязанности, определяемые его должностью, согласно установлениям канонов и настоящего Устава.»
Настоятелем мужского монастыря в современной Русской православной церкви является епархиальный архиерей в случае епархиальных монастырей или патриарх в случае ставропигиальных монастырей. Игумены обителей, в которых епархиальные архиереи являются священноархимандритами, именуются наместниками. 
Патриарх Московский и всея Руси является священноархимандритом всех мужских монастырей города Москвы, а также ставропигиальных мужских монастырей на территории иных епархий. Настоятельницей женского монастыря является игуменья. Через игуменью в ставропигиальных монастырях руководит патриарх.
В синодальный период в России, по штатам 1764 года, игумен был настоятелем монастыря третьеклассного. Начальственные права и должностные обязанности его были те же, какие имел всякий настоятель монастыря. Отличие его от архимандрита (настоятеля монастыря первоклассного и второклассного) состояло в том, что при богослужениях он облачался в простую монашескую мантию и набедренник, тогда как архимандрит облачался в мантию со скрижалями, наперсный крест, палицу и митру.
В католических церквях настоятель — аббат — настоятель мужского монастыря.